# Militärflugplatz Minhad

i7
i11
i13
Der Luftwaffenstützpunkt Minhad (arabisch قاعدة المنهاد الجوية, DMG Qāʿidat al-Minhād al-ǧawwiyya; englisch Al Minhad Air Base (AMAB)) ist ein ausschließlich militärisch genutzter Flugplatz südöstlich von Dubai in den Vereinigten Arabischen Emiraten.

## Geschichte
In den ersten Jahren der Operationen gegen die Taliban in Afghanistan nach dem 11. September 2001 beherbergte dieser Stützpunkt zeitweise auch das sogenannte „Camp Mirage“ der kanadischen Streitkräfte, die sich im Einsatz in  befanden. Im Herbst 2010 wurde die weitere Mitbenutzung den Kanadiern seitens der Regierung der VAE aufgrund von Streitigkeiten bzgl. der Landerechte ihrer Fluglinien Emirates und Etihad auf kanadischen Flughäfen untersagt, die daher später die US-amerikanische Spangdahlem Air Base in der Eifel nutzten. Daneben nutzten auch die Niederlande und Neuseeland die Basis.

## Nutzung
Zur Zeit (2024) wird die Basis von folgenden Organisationen genutzt.

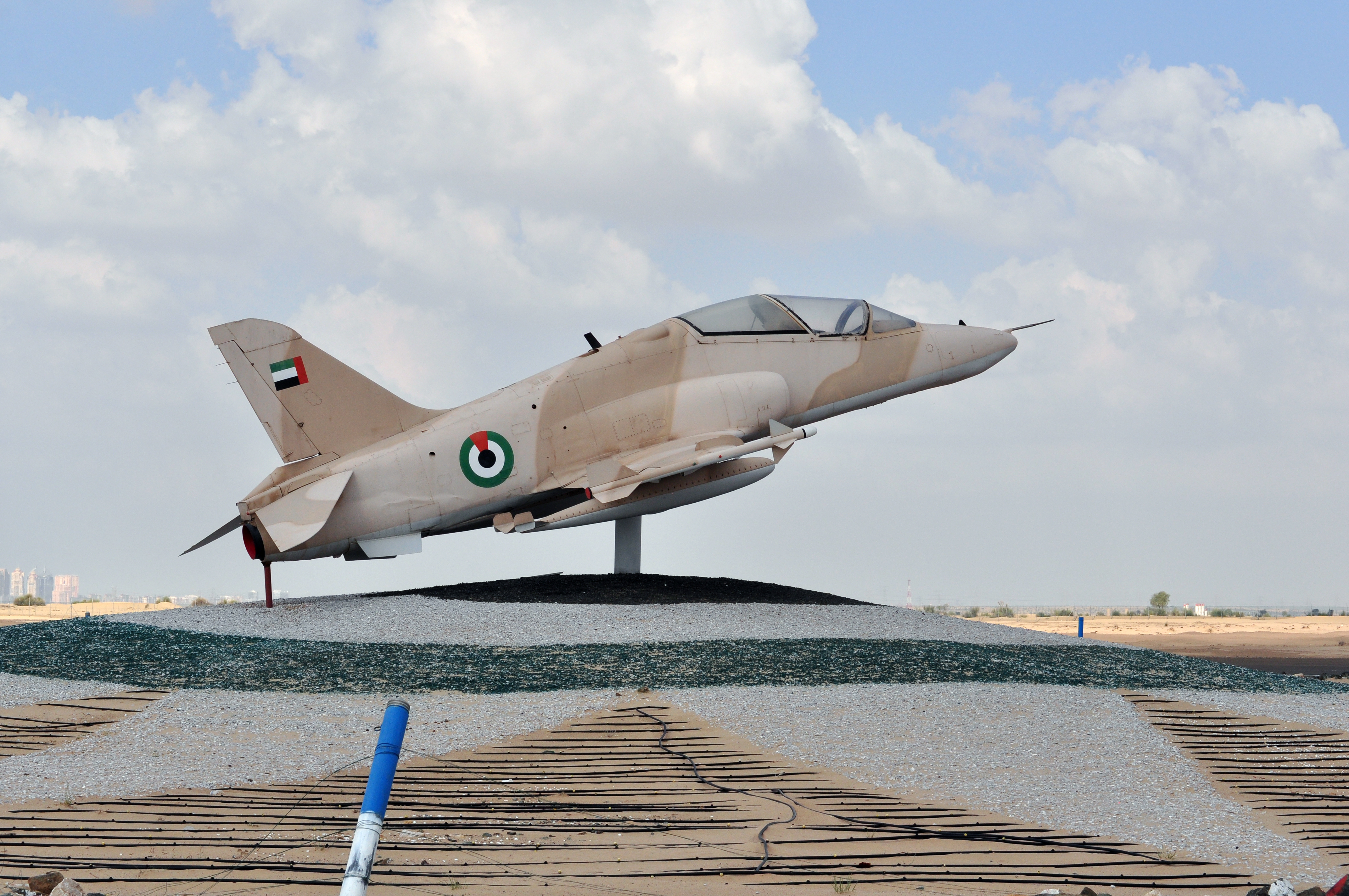
BAe Hawk 102 als „Gate Guardian“

- Dubai Air Wing der Luftstreitkräfte der Vereinigten Arabischen Emirate  mit zwei Schulstaffeln und einigen SAR-Helikoptern.
- Joint Task Force 633 der Australian Defence Force, seit 2003 Nutzung als regionales Hauptquartier, Logistik-Stützpunkt und auch temporärer Basis von Luftfahrzeugen der Royal Australian Air Force.[1]
- No. 906 Expeditionary Air Wing der britischen Royal Air Force, seit 2013 verantwortlich für die Abwicklung von Lufttransporten, seinerzeit insbesondere von und nach Afghanistan.[2]
- Donnelly Lines, eine Einrichtung der britischen Streitkräfte, die dem Vereinigten Königreich seit 2024 als regionales Hauptquartier dient.[3]